# Pont-la-Ville (Alto Marne)
Pont-la-Ville es una comuna francesa situada en el departamento de Alto Marne, en la región de Gran Este. El pueblo se encuentra en la orilla izquierda del río Aujon, que fluye hacia el norte a través de la parte oriental de la comuna.

## Demografía
| 198 | 215 | 177 | 185 | 168 | 140 | 108 |
| Para los censos de 1962 a 1999 la población legal corresponde a la población sin duplicidades (Fuente: INSEE [Consultar]) |     |     |     |     |     |     |